# 寝室

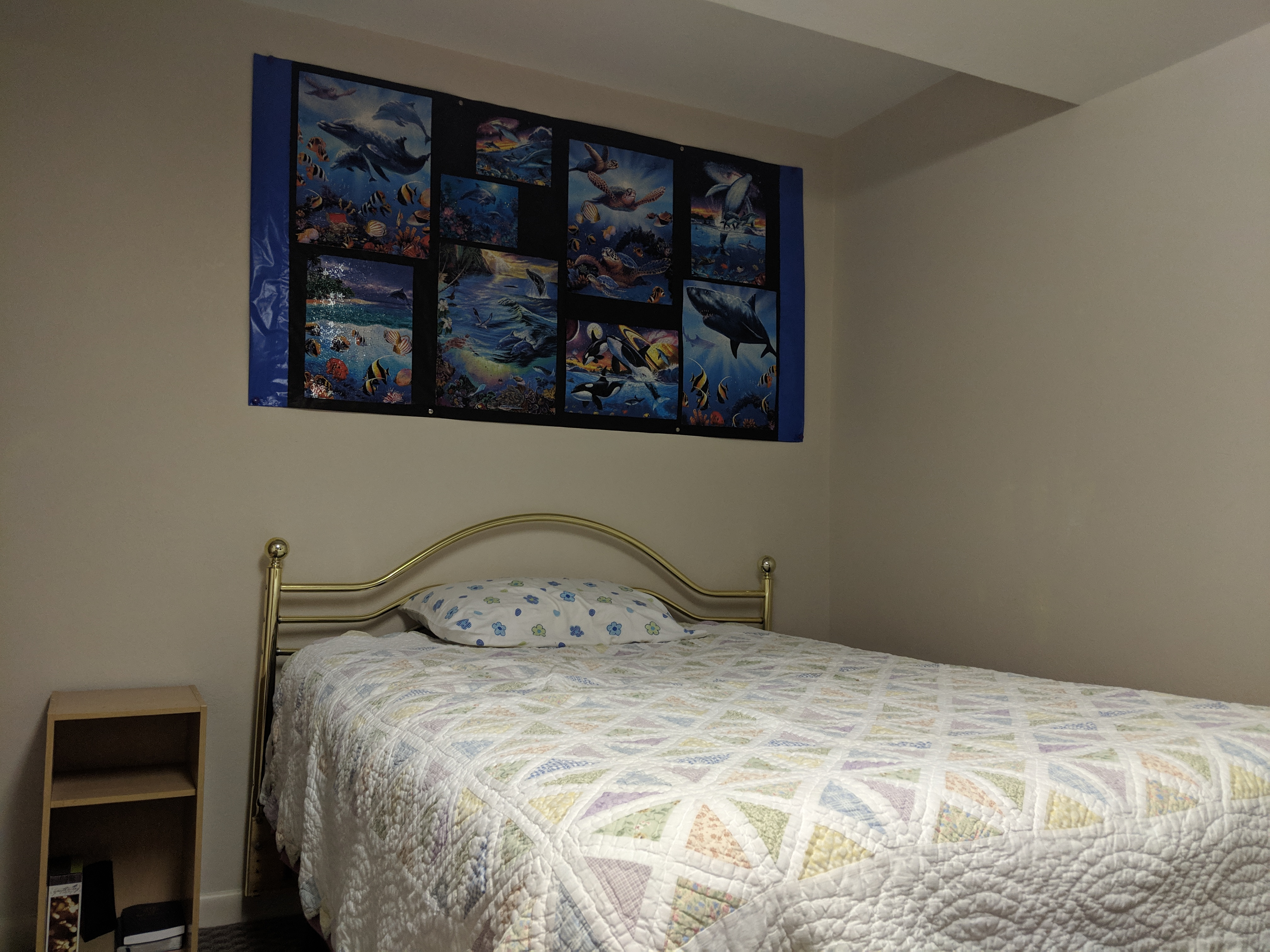
寝室

寝室（しんしつ、英: bedroom）は、住宅（住居）において睡眠をとるための部屋。寝間（ねま）ともいう。

## 概要
オデュッセウスは婚礼に際して、オリーブの大樹を切倒し、その切り株をくり貫きベッドにした。それを中心に住まいが作られた。
また夫婦が性的なコミュニケーションを営む寝室又は婦人の寝室のことを閨房（けいぼう）と呼ぶこともある。

## 欧米の寝室
英語ではbed roomという。ベッドを置いて使う。
置かれるベッドの数はさまざまで、子供の時期や青年期はシングルベッド（やセミダブルベッド）を1台置くのが基本で、兄弟（姉妹）の人数並べることもある。
夫婦の寝室は、アメリカではダブルベッドを置くことが基本だが、セミダブル2台、あるいはセミダブル1台+シングルベッド1台という置き方が無いわけではない。

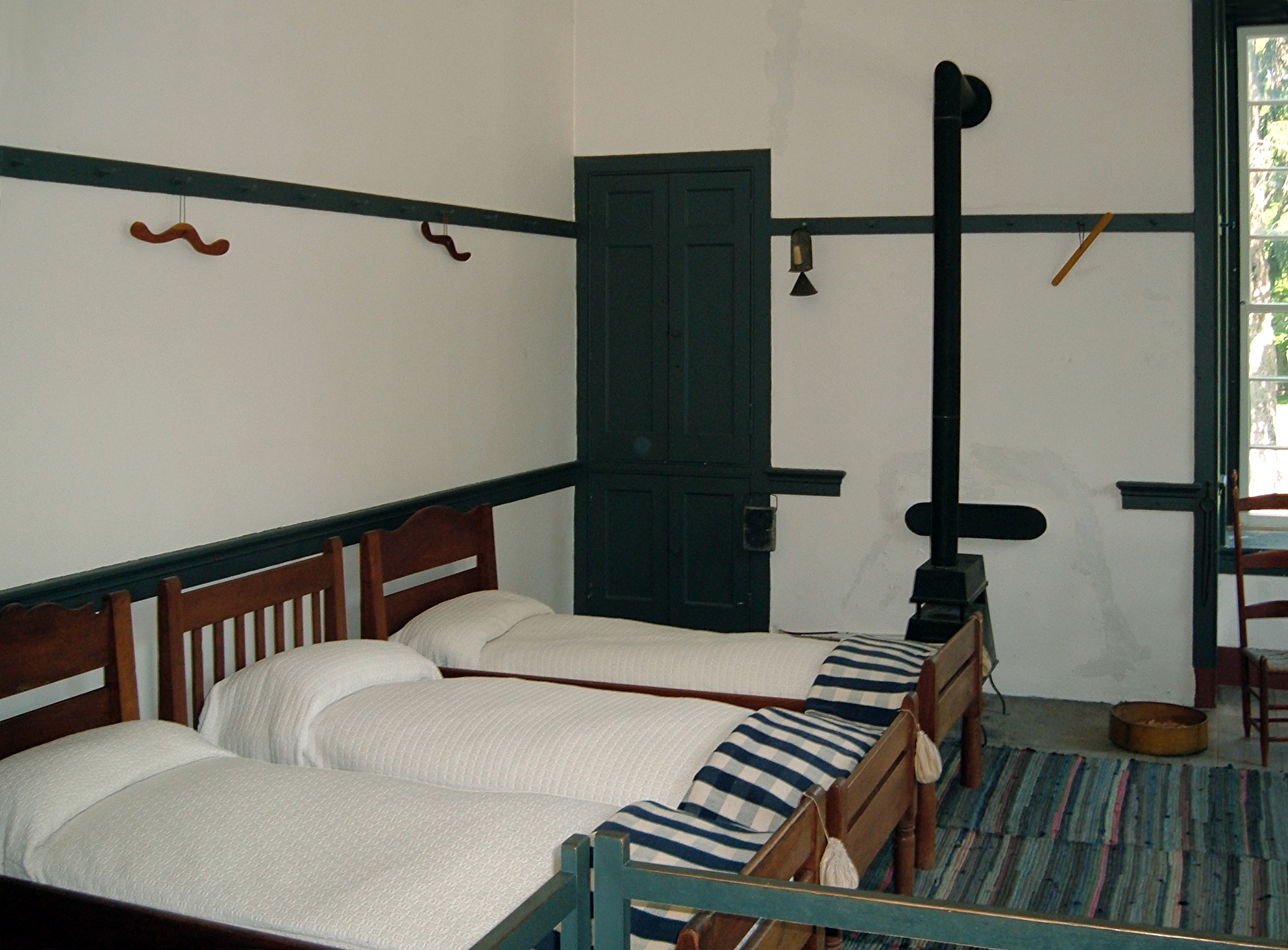
寝室
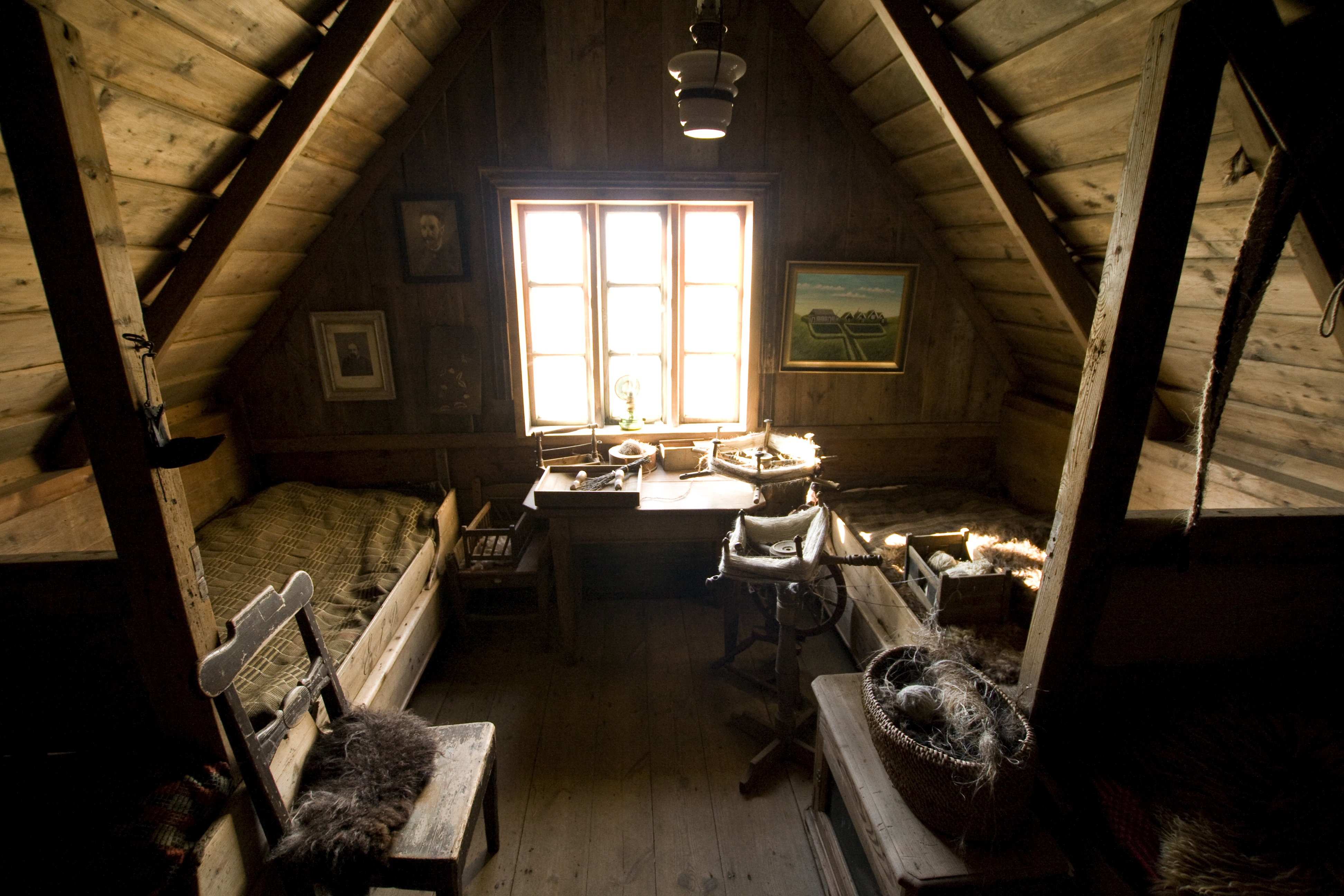
屋根裏の寝室（アイスランド）

### 欧米での歴史
中世ヨーロッパでは、一般庶民の寝室は狭くて簡素で、素朴な木製のベッドに藁で作った簡素なマットレスを置いてその上に布を敷くことが一般的だった。それに対して、貴族の寝室は広くて豪華でしばしば豪華なベッドや布団が用意されていた。
イギリスのビクトリア朝時代の大きな屋敷では、妻の寝室と夫の寝室は、着替え用の部屋経由で互いにつながっていて、行き来できることが一般的だった。

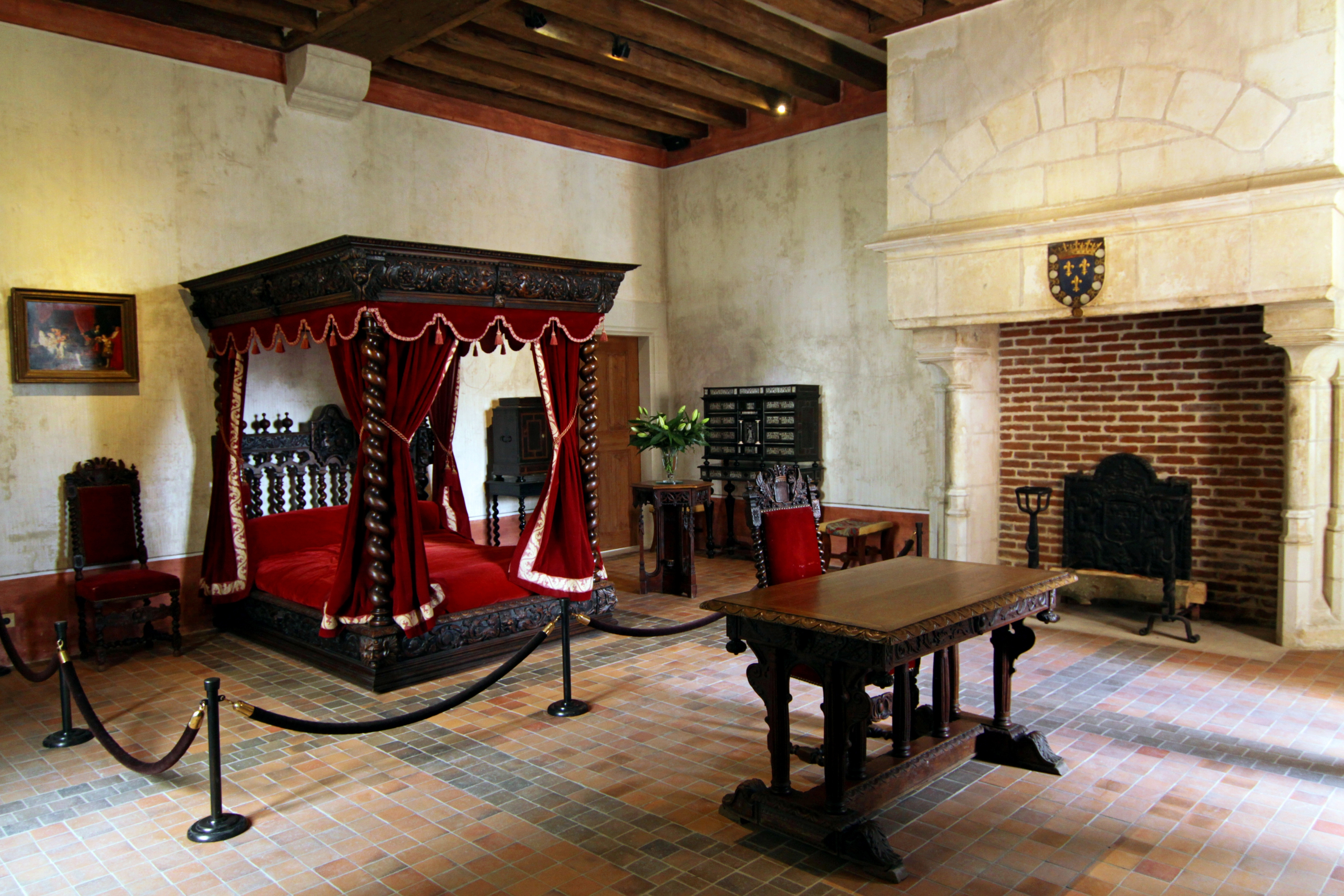
クロ・リュセ城の寝室（レオナルド・ダビンチがフランス王に招かれて晩年を過ごした時の寝室）
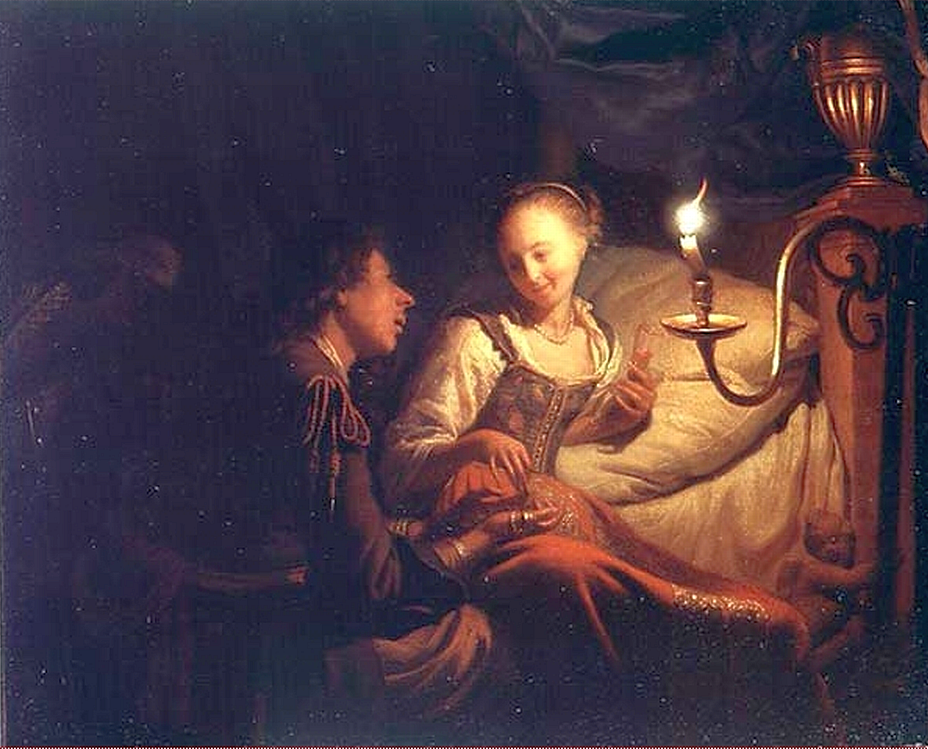
ろうそくが灯る寝室で女性に贈り物をする男性（1665年の油絵）
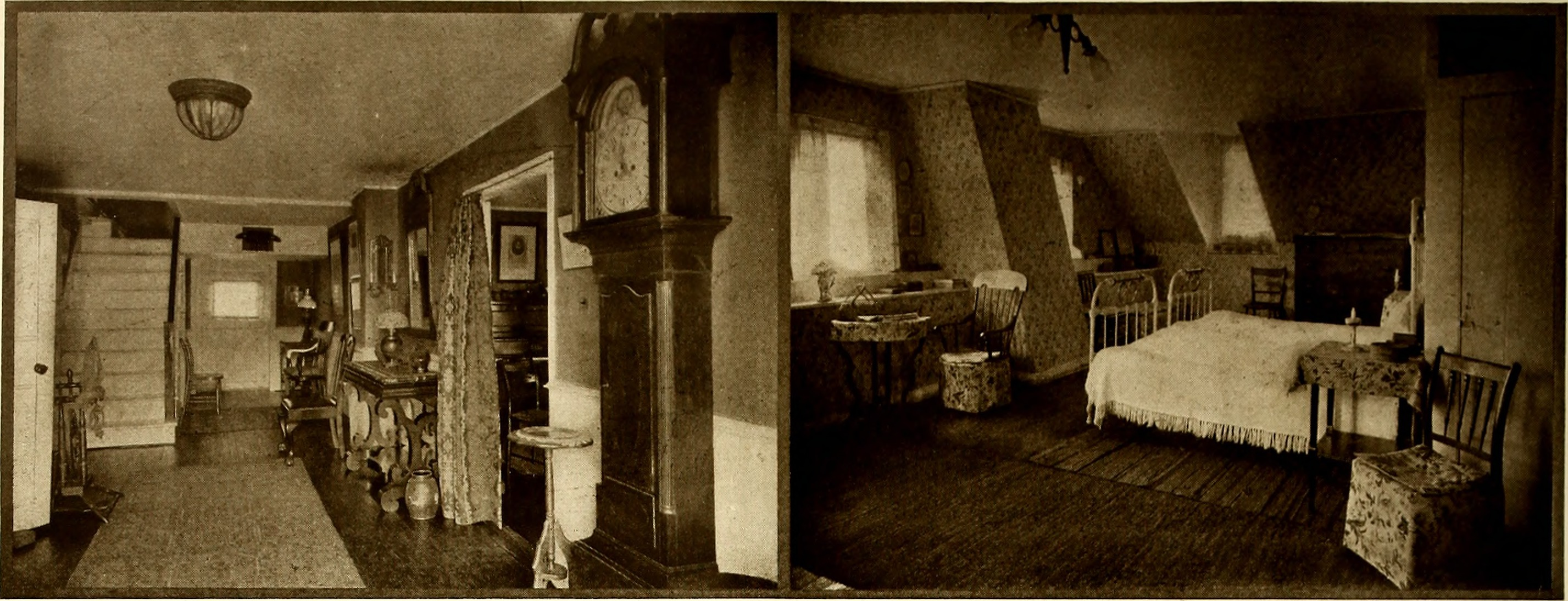
アメリカの寝室（1913年、「アメリカンホームズ&ガーデンズ」という雑誌に掲載された写真）

## 日本の寝室

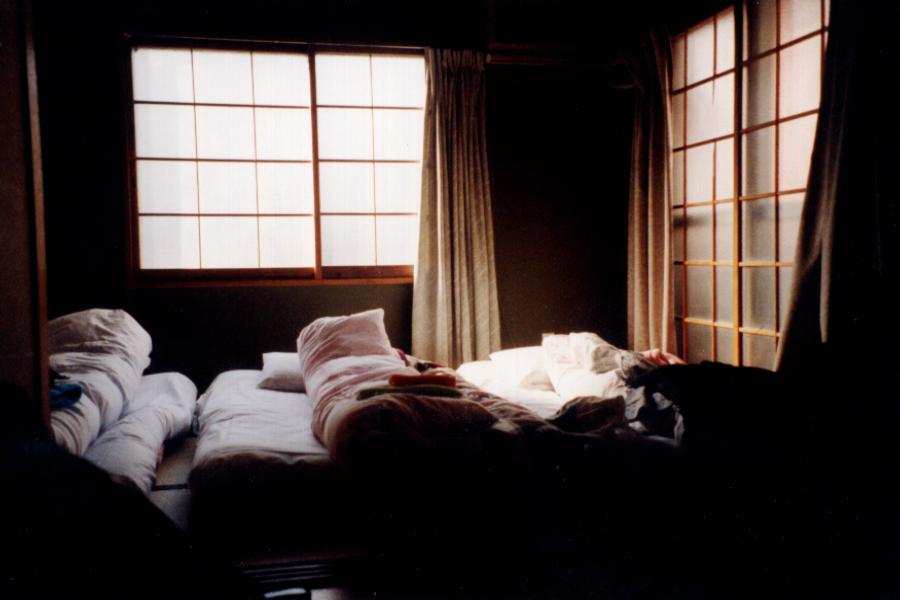
畳の上に布団を敷いた寝室

戦後の日本では寝室にベッドを置くことがかなり一般的になっている。ベッドを使うと想定して作られた寝室は、和式と比べてやや広く設計される。寝室の広さは、ダブルベッドを置く場合は最低でも4.5帖は必要。ベッド方式の寝室のメリットは、就寝や起床するたびに寝具をたたんだり押し入れに片付けなくても済むことである。
伝統的な日本家屋に特有の畳を敷き詰めた和室を寝室に使う場合、畳の上に敷布団と掛け布団を敷く。畳敷きの寝室のメリットは、睡眠しおえたら、布団をたたんで押入れなどに仕舞うことができ、日中はその空間を他の目的に有効活用することもできることである。

### 日本国内の歴史
日本列島に人類が居住し始めた旧石器時代では、遺跡から建築物遺構が検出されること自体が極めて稀なため、寝室の実態については良く解っていないが、遊動生活をしつつテント状の簡易な建築に寝泊まりしていたと考えられている。縄文時代以降、寝る場所となったのは主に竪穴建物や平地建物であったと考えられている。
近世の書院造では「御寝間」「御休息」などと呼ばれ、農家では「納戸」と呼ばれた。民家では、近世でも寝室は壁で囲まれた閉鎖的な納戸で、そのような様式が明治に入っても続いていた。
明治時代以後は「寝間(ねま)」「寝室」「ベッドルーム」などと呼ばれている。

### 寝室と日本の法規
日本では建築基準法で居室に分類される。

## 中国の寝室
中国の寝室はベッドを置く場合と床に直接寝る場合の両方がある。都市部住民や現代的な家庭ではベッドを配置することが一般的で、寝室の広さは10-20平方メートル程度。
一方、農村部などでは、床に直接寝ることが好まれており、敷物や毛布などを使用して寝る人が多く、寝室の広さは20-30平方メートル程度の広さがあることもある。
風水では「寝室の家具の配置が人々の健康や幸福に影響を与える」と説くので、寝室のベッドや家具の配置について配慮する人が中国では多い。

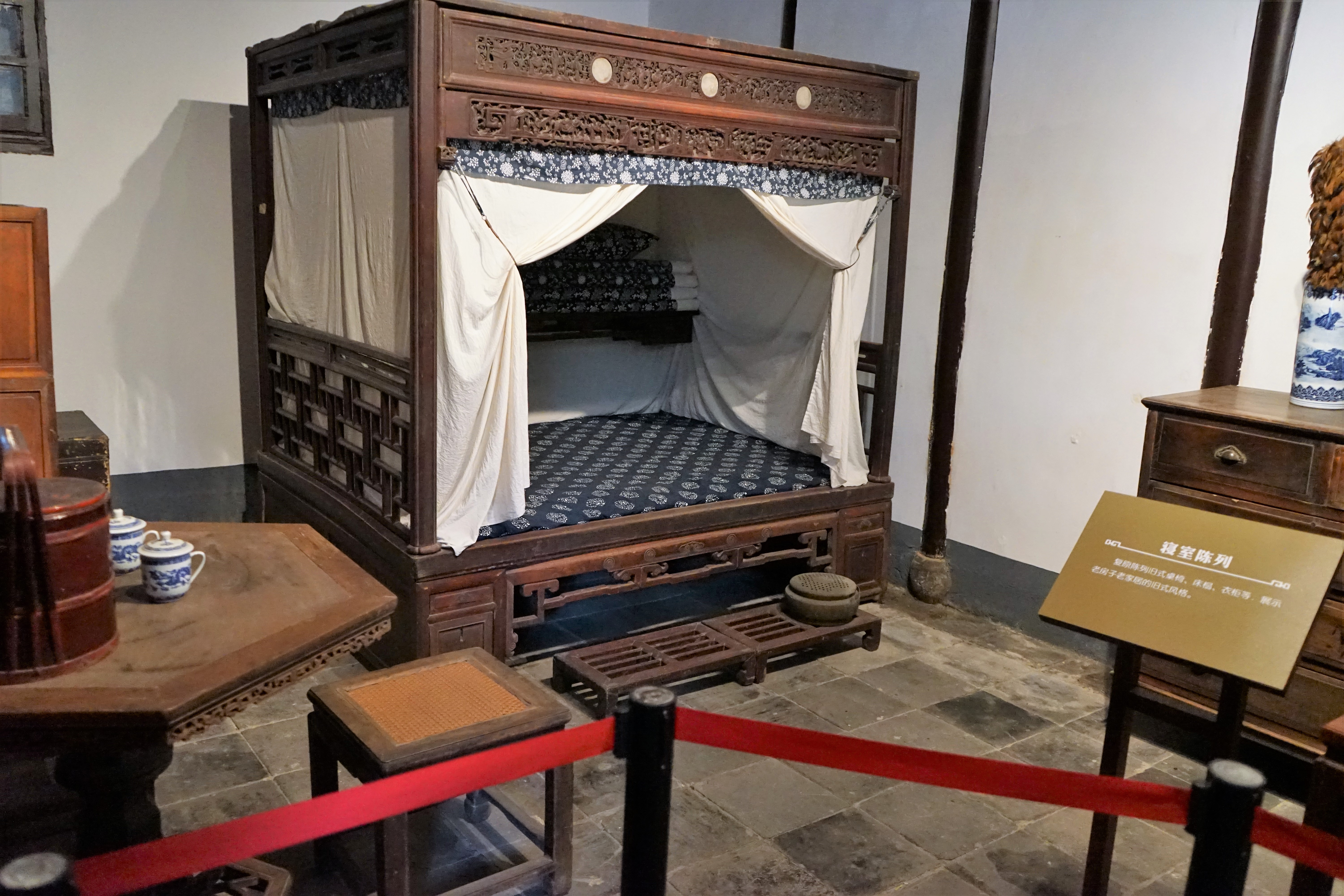
中国大陸の寝室の例